# モノマニア
精神医学におけるモノマニア（monomania、ギリシャ語：monos（単一の） + mania（狂気）に由来）とは、患者が一つ、あるいは単一の種類の思考のみしか持たなくなる偏執症の一種である。感情的モノマニアの患者は単一の感情かその感情に関連する複数の感情しか示さず、知的モノマニアの患者は一つの思考か一種類の思考にのみ没頭する。
俗用において、用語モノマニアは一般人にとって理解しがたい価値観の公共事業・サブカルチャーに対して、しばしば適用されている。しかしながら、モノマニアと熱心な嗜好の違いは非常に微妙であり、両者を区別するのは難しい場合がある。